# Vrlo bogati časoslov berryskoga vojvode
Vrlo bogati časoslov berryskoga vojvode (fr. Très Riches Heures du Duc de Berry, poznat i skraćeno kao Très Riches Heures, „Vrlo bogati časoslov”), najpoznatiji je i vjerojatno najbolje očuvani oslikani rukopis kasnoga razdoblja međunarodne gotike. Oslikala su ga između 1412. i 1416. Limbourgska braća za pokrovitelja, vojvodu Ivana Berryskog. Smrću slikara i pokrovitelja 1416., rukopis ostaje nedovršenim, sve do četrdesetih godina XV. st. kada ga nastavlja oslikavati nepoznati slikopisac, prema nekim povjesničarima umjetnosti moguće Barthélemy d'Eyck. U danas poznati oblik dovršava ga Jean Colombe između 1485. i 1489., uz pokroviteljstvo savoyskoga vojvode. Otkupljen je 1856. i otada se čuva u Musée Condé, u Chantillyu.
Sastoji se od 206 listova pergamene, visine 30, širine 21,5 cm, sa 66 velikih i 65 malih oslikanih miniatura. Različita kaligrafija, inicijali i ukrasi po straničnim rubovima upućuju na višestruko autorstvo, a točan broj doprinositelja konačnomu izgledu ostaje predmetom rasprava. Sigurno je kako je časoslov djelo niza umjetnika i višedesetljetnoga rada. Pretpostavlja se kako su ga oslikavali većinom umjetnici iz Niskih Zemalja, nerijetko tada skupim pigmentima i zlatom. Brojem oslikanih prikaza rukopis odudara od prosječnoga srednjovjekovnoga rukopisa te se smatra jednim od vrjednijih očuvanih iz svojega razdoblja, kao i francuskim kulturnim blagom.

## Vanjske poveznice
|  | Zajednički poslužitelj ima još gradiva o temi Vrlo bogati časoslov berryskoga vojvode |